# Abdelkarim Jatab
Abdelkarim Mohamad Ahmad Jatab (4 de agosto de 1991) es un deportista jordano que compite en levantamiento de potencia adaptado. Ganó dos medallas en los Juegos Paralímpicos de Verano, oro en Tokio 2020 y oro en París 2024.

## Palmarés internacional
| Juegos Paralímpicos | Juegos Paralímpicos | Juegos Paralímpicos | Juegos Paralímpicos |
| Año                 | Lugar               | Medalla             | Categoría           |
| ------------------- | ------------------- | ------------------- | ------------------- |
| 2020                | Tokio (Japón)       | Medalla de oro      | –88 kg              |
| 2024                | París (Francia)     | Medalla de oro      | –97 kg              |